# Firman fixar allt
Firman fixar allt (Service De Luxe) är en amerikansk screwballkomedi från 1938. Vincent Price gjorde här sin filmdebut och spelade huvudrollen mot Constance Bennett. Filmen producerades av Edmund Grainger och regisserades av Rowland V. Lee.

## Rollista (i urval)
- Constance Bennett - Helen Murphy
- Vincent Price - Robert Wade
- Charles Ruggles - Robinson
- Helen Broderick - Pearl
- Mischa Auer - Bibenko
- Joy Hodges - Audrey
- Frances Robinson - Sekreterare
- Halliwell Hobbes - Butler